# 168321 Josephschmidt
168321 Josephschmidt è un asteroide della fascia principale. Scoperto nel 1991, presenta un'orbita caratterizzata da un semiasse maggiore pari a 2,5500623 UA e da un'eccentricità di 0,2521078, inclinata di 3,64562° rispetto all'eclittica.